# Eugene Katchalov
Eugene Katchalov (Kiev, 21 februari 1981) is een in de Sovjet-Unie geboren Oekraïens professioneel pokerspeler. Hij won onder meer het $15.000 No Limit Hold'em-toernooi van de World Poker Tour Doyle Brunson Five Diamond World Poker Classic 2007 (goed voor een hoofdprijs van $2.482.605,-), het $1.500 Seven Card Stud-toernooi van de World Series of Poker 2011 (goed voor $122.909,-) en het $100.000 No Limit Hold'em - Super High Roller Event van de PokerStars Caribbean Adventure 2011 (goed voor $1.500.000,-).
Katchalov won tot en met juni 2014 meer dan $8.250.000,- gewonnen met pokertoernooien (cashgames niet meegerekend).
Katchalov werd geboren in het huidige Oekraïne, maar verhuisde toen hij tien jaar oud was met zijn familie naar de Verenigde Staten. Voor hij in 2003 poker prof werd, studeerde hij Finance and International Business en werkte hij vervolgens als handelaar op de aandelenmarkt.

## World Series of Poker
Katchalov won in juni 2011 het het $1.500 Seven Card Stud-toernooi van de World Series of Poker 2011 en daarmee voor de eerste keer een WSOP-toernooi. Hij was vijf keer eerder aan een finaletafel van de World Series of Poker zonder de titel te winnen. De eerste keer werd hij zesde in het $10.000 World Championship Omaha Hi/Lo Split-toernooi van de World Series of Poker 2008 (goed voor $110.450,-), de tweede keer zevende in de $1.500 No Limit Hold'em - Shootout van de World Series of Poker 2009 (goed voor $29.195,-). Op de World Series of Poker 2010 werd Katchalov zowel derde in het $10.000 H.O.R.S.E. Championship (goed voor $248.831,-), zesde in het $25.000 No Limit Hold'em - Six Handed-toernooi (goed voor $194.559,-) als zevende in het $10.000 Omaha Hi/Lo 8 - Championship (goed voor $74.670,-).

## Wapenfeiten
Voor Katchalovs eerste overwinning op de World Poker Tour (WPT), was zijn grootste toernooizege die in het $5.000 No Limit Hold'em-toernooi van de Bellagio Cup III in 2007 (goed voor $118.785,-). Daarnaast won hij stevige geldbedragen met onder meer zijn:
- vijfde plaats in het $3.000 No Limit Hold'em-toernooi van de Five-Diamond World Poker Classic 2004 ($47.868,-)
- vijfde plaats in het $5.000 No Limit Hold'em-toernooi van de Third Annual Five-Star World Poker Classic 2005 ($41.410,-)
- zesde plaats in het $10.000 World Championship Omaha Hi/Lo Split van de World Series of Poker 2008 ($110.450,-)
- negende plaats in het $25.000 No Limit Hold'em - Championship Event van de Seventh Annual Five Star World Poker Classic 2009 ($130.735,-)
- zevende plaats in de $1.500 No Limit Hold'em - Shootout van de World Series of Poker 2009 ($29.195,-)
- derde plaats in het £20.000 No Limit Hold'em - High Roller-toernooi van European Poker Tour London 2009 ($307.247,-)
- zevende plaats in het $10.000 Omaha Hi/Lo 8 - Championship van de World Series of Poker 2010 ($74.670,-)
- derde plaats in het $10.000 H.O.R.S.E. Championship van de World Series of Poker 2010 ($248.831,-)
- zesde plaats in het $25.000 No Limit Hold'em - Six Handed-toernooi van de World Series of Poker 2010 ($194.559,-)
- tweede plaats in het $10.000 No Limit Hold'em High Roller - 6 Max-toernooi van de PokerStars Caribbean Adventure 2011 ($131.920,-)
- tweede plaats in de $10.000 No Limit Hold'em - High Roller Bounty Shootout van de NAPT Uncasville 2011 ($68.000,-)

## WSOP-titel
| Jaar                       | Toernooi               | Prijs      |
| -------------------------- | ---------------------- | ---------- |
| World Series of Poker 2011 | $1.500 Seven Card Stud | $122.909,- |